# Mican
Mican är en ort i Azerbajdzjan.   Den ligger i distriktet İsmayıllı Rayonu, i den centrala delen av landet, 150 km väster om huvudstaden Baku. Mican ligger 564 meter över havet och antalet invånare är 2 996.
Terrängen runt Mican är varierad. Närmaste större samhälle är İsmayıllı, 1,6 km sydost om Mican.
Trakten runt Mican består till största delen av jordbruksmark. Runt Mican är det ganska glesbefolkat, med 34 invånare per kvadratkilometer.